# Perlo
Perlo là một đô thị tại tỉnh Cuneo trong vùng Piedmont của Italia, vị trí cách khoảng 90 km về phía đông nam của Torino và khoảng 45 km về phía đông của Cuneo. Tại thời điểm ngày 31 tháng 12 năm 2004, đô thị này có dân số 121 người và diện tích 11,6 km².
Perlo giáp các đô thị: Bagnasco, Ceva, Massimino, Murialdo, Nucetto và Priero.